# José Joaquín Jiménez Núñez
José Joaquín Jiménez Núñez (Guadalupe, 21 de agosto de 1875 - 9 de agosto de 1961) fue un odontólogo costarricense, rector de la Universidad de Costa Rica entre 1944 y 1946.

## Biografía
Nació en Guadalupe, el 21 de agosto de 1875. Hijo de Ruperto del Pilar Jiménez y Melchora Núñez. Realizó sus estudios primarios en la Escuela de Guadalupe hasta cuarto año, mismo que los continuó en el Liceo de Costa Rica hasta la conclusión de su bachillerato en 1893 (Ulloa y Sancho, 1981: 13). Su grupo fue el primero en recibir un título de Bachiller en Ciencias y Letras del mencionado centro de estudios, otorgado en 1984 (De la Cruz, 2011: 5-6). Fue uno de los primeros dentistas costarricenses, estudió en la Escuela Dental Guy's Hospital de Londres, el 13 de diciembre de 1900 recibió su título como Cirujano Dentista en el Real Colegio de Cirujanos de Inglaterra. Además, fue Rector en la Universidad de Costa Rica de 1944 a 1946.

## Fallecimiento
Falleció el 9 de agosto de 1961 a los 85 años de edad (Ulloa y Sancho, 1981: 14).
Luego de concretar su paso por Inglaterra como estudiante, se le ofreció quedarse trabajando en ese lugar. No obstante, José Joaquín no aceptó ya que su interés era volver a su país para realizarse como profesional y compartir de cerca con su familia (De la Cruz, 2011.: 6).
El Dr. Jiménez presentó sus exámenes el 9 de abril de 1901 para incorporarse a la Facultad de Medicina de Costa Rica, estableciendo su clínica cerca del Palacio Arzobispal de San José, con equipos que adquirió en Londres. Además de su labor privada, el doctor trabajó de manera voluntaria en el Reformatorio de Mujeres Menores ubicado en Guadalupe y en la Cárcel de Mujeres el Buen Pastor en San Sebastián, brindó sus servicios de manera gratuita por 25 años. Algo que caracterizó esta labor fue que él siempre se encargó de solventar los gastos en materiales e instrumentos de trabajo (De la Cruz, id.; Angulo et al., 2004: 16).
En el lapso de 1901 a 1915 el doctor escribió sobre higiene oral, además tuvo otras múltiples ocupaciones, como por ejemplo su participación en el gobierno local buscando mejoras en su comunidad, así como las reflexiones sobre la dependencia que encontraba la odontología respecto a la Facultad de Medicina hasta el año 1915 (Ulloa y Sancho, 1981: 13).

## Facultad de Cirugía Dental Costarricense.
La Facultad de Cirugía Dental Costarricense se creó por el Decreto No 19 del Congreso Constitucional de la República de Costa Rica, del 19 de junio de 1915, luego de la aprobación por el Poder Ejecutivo el 14 de junio de 1915 y publicación en la Gaceta Oficial No 136 del 18 de junio de 1915. El Dr. Jiménez fue elegido por unanimidad y nombrado como presidente de esta facultad por el periodo de un año del 5 de julio de 1915 al 5 de julio de 1916. Además de ser presidente de esa entidad, por iniciativa propia creó la Sociedad Odontológica Costarricense en la que fue elegido como mandatario nuevamente (De la Cruz, 2011.: 7). Fue también miembro correspondiente de la Sociedad Odontológica de Chile. Miembro correspondiente de la Sociedad Propagandista del Higiene de Dental de Bogotá. Medalla de Oro de la Facultad de Cirugía Dental Costarricense el 17 de julio de 1925 (Angulo et al., 2004.: 16).

## Universidad de Costa Rica
En 1941 fue llamado en octubre por el presidente del Consejo Universitario y Ministro de Educación de aquella época Luis Demetrio Tinoco con el apoyo de Rafael Calderón Guardia (Ulloa y Sancho, 1981: 13), solicitando al Dr. Jiménez sus conocimientos para la creación de la Escuela de Cirugía Dental. Por ende, se encargó de diseñar el plan de Estudios de la carrera así como los ejes organizacionales en los que se ejecutó el régimen estudiantil y académico en los comienzos de esta institución de educación superior, aunado el nombramiento del profesorado y los horarios.
Como resultado y legado, el Dr. Jiménez, mediante Decreto Ejecutivo del 20 de diciembre de 1941 y firmado 24 de diciembre de 1941 creó la Facultad de Odontología de la Universidad de Costa Rica, constituyendo a este como el primer decano (De la Cruz, 2011: 8). Luego de su labor académica en 1943 la escuela le otorgó una medalla y colocó su retrato en el salón principal de esta unidad académica.
Para 1942 el Dr. Jiménez publicó la convocatoria para la matrícula, en la que advirtió que por solo una vez se aceptarían a todos aquellos dentistas “sin título”, a pesar de no tener un certificado de bachillerato, para darles la oportunidad de ingresar a la universidad y tratar de terminar con los llamados dentistas empíricos (Ulloa y Sancho, 1981: 14).
Se dice que en aquella época ingresaron al programa 66 alumnos entre bachilleres y no bachilleres, se graduaron 17 de ellos (1981: 14).
Al doctor Jiménez le correspondió iniciar el curso lectivo en marzo de 1942, con un modesto presupuesto, sin una planta física estable, en tiempos de Segunda Guerra Mundial y con un grupo de practicantes y odontólogos graduados en el exterior (Ulloa y Sancho, 1981: 14). Ulloa y Sancho afirman que el Dr. Jiménez dio todo por su escuela, de su propio peculio ayudó a la compra de instrumental y equipo para la misma, sus relaciones humanas contribuyeron de manera enorme a la consolidación de los primeros años de la escuela (1981: 14).
En septiembre de 1945 se inauguró la Clínica Dental de la Escuela, culminando sus esfuerzos en una brillante ceremonia, don José Joaquín lo dio todo: saber, tiempo y dinero hasta su misma salud (Ulloa y Sancho, 1981: 14).

## Rector
Se le nombra como segundo Rector de la Universidad de Costa Rica desde el periodo del 13 de marzo de 1944 al 31 de marzo de 1946. En una Asamblea Magna de Inauguración del nuevo curso lectivo fue juramentado, siendo el primer odontólogo en Latinoamérica en fungir como rector de una institución de Educación Superior. Dejando el cargo a mediados de 1946 debido a problemas de salud (Angulo et al., 2004: 17; De la Cruz, 2011: 16).
El Dr. Jiménez en diciembre de 1948 fue elegido diputado a la Asamblea Nacional Constituyente de 1949 como representante del Partido Unión Nacional. En el desempeño de esta labor política, fungió como presidente -ya que era el representante de mayor edad- del grupo de notables que se encargarían de enclavar la Constitución Política de 1949. Además de esa labor, fue parte de las personas que aprobaron el voto de la mujer en ese mismo año (De la Cruz, 2011: 35-37).

## Reconocimientos
Según manifiesta De la Cruz (2011) por su labor profesional el Dr. Jiménez Núñez, tuvo diversas distinciones y reconocimientos:
- Medalla de oro de sus compañeros de la Facultad de Cirugía Dental.
- Medalla de la Escuela de Cirugía Dental.
- Colocación del retrato de su persona en el Salón de Actos de la Escuela de Cirugía Dental.
- Bautizo de la Clínica Dental de la Escuela de Cirugía Dental de la Universidad de Costa Rica con el nombre del Dr. José Joaquín Jiménez Núñez.
- Presidente Honorario del Colegio de Cirujanos Dentistas de Costa Rica.
- Miembro correspondiente de la sociedad propagandista de higiene dental de Bogotá.
- Miembro Honorario de la Sociedad Dental de Caracas.
- Pergamino por labor gratuita durante 23 años en el Reformatorio de Mujeres Menores de Guadalupe.
- Pergamino de la Embajada de Ecuador.
- Medalla de los alumnos de la Escuela de Cirugía Dental de la Universidad de Costa Rica.
- Pliego de agradecimiento de las asiladas en el Reformatorio de Mujeres Menores de Guadalupe.
- Decano Honorario de la Facultad de Cirugía Dental.
- Pergamino en reconocimiento a la labor realizada en pro de la Universidad de Costa Rica en la nueva Carta Política de la República.

## Publicaciones
Como legado de su profesión en odontología, el Dr. Jiménez plasmó su conocimiento en diversas publicaciones:
- Jiménez Núñez, José Joaquín. (1937). Importancia de la dieta en el desarrollo y buen funcionamiento de los dientes. San José, Costa Rica: Imprenta la Tribuna.
- Jiménez Núñez, José Joaquín. (s.f.) Estudio sobre relleno de canales. Revista Odontológica de Costa Rica.
- Jiménez Núñez, José Joaquín. (s.f.). Diagnóstico, remoción y tratamiento de un odontoma mixto compuesto, seguido de un trabajo de ortodoncia para la colocación correcta de un cambio incluido. Anales de un Congreso Odontológico. República del Salvador.
- Jiménez Núñez, José Joaquín. (s.f.). Diario Autobiográfico. San José, C.R.: (s.l.).